# Hermann Conring
Hermann Conring (født 9. november 1606 i Norden, Østfriesland, død 12. december 1681 i Helmstedt) var en tysk videnskabsmand.
Conrings ualmindelige åndsevner røbede sig tidlig. Et af ham i hans skoletid forfattet satirisk digt tiltalte den filosofiske professor i Helmstedt Cornelius Martini så meget, at han overtalte Conrings far til at sende ham til Helmstedt, hvor han immatrikuleredes 1620 og studerede filosofi og teologi. 1626-31 opholdt Conring sig i Leiden. Han lagde sig der særlig efter naturvidenskaberne og medicinen med afstikkere til de politiske og statsretslige fag, disputerede oftere og optrådte som udgiver af medicinske forfatteres skrifter. I 1632 blev han professor i philosophia naturalis i Helmstedt, hvor han disputerede over skørbug og 1636 samtidig blev Dr. med. og Dr. phil., hvorefter han 1637 blev professor i medicin. Virkelighedsklar og kritisk, på sin post over for al videnskabelig mystik og fantasteri, repræsenterede han det rolige fremskridt over for antikvarisk og mytologisk bagstræv. 
Conrings vægtige støtte (De sanguinis generatione et motu naturalii, 1643) bidrog mægtigt til, at William Harveys lære om blodets kredsløb gik sin sejrsgang gennem Tyskland. Conrings afvisende holdning over for alkemiens overgreb og Paracelsus' lære (De hermetica Ægyptiorum vetere & Paracelsicorum nova medicina, 1648) pådrog ham et hvast angreb af Ole Borch, hvilket han besvarede i Apologiticus adversus calumnias et insectationes Olai Borrichii, der igen fremkaldte Borchs hæftige og veltalende skrift Hermetis Ægyptiorum et Chemicorum sapienti ab Hermani Conringii animadversionibus vindicata (1674). I Günther Christoph Schelhammers udgave af Conrings Introductio in universam artem medicam fik Borch svar på tiltale; i Schelhammers forskellige udgaver af dette værk optog han blandt andet den danske læge Johan Rodes Introductio ad medicinam paulo accuratiorem. I 1664 udnævntes Conring til livlæge hos fyrstinden af Østfriesland. 
Conrings mærkelige alsidighed og årvågne interesse for realiteterne, også som de fremtrådte i statens indre og ydre liv, i forfatning og politik, var medvirkende til hans juridisk-politiske optræden både som teoretiker og praktiker. Han holdt historisk-politiske forelæsninger, der indtager en ærefuld plads i statskundskabens historie. Skarpere end sin lærer, teologen Georg Calixt, gjorde han front mod den vidt udbredte fabel om indførelsen af Justinians ret i Tyskland allerede i 12. århundrede ved en lov af kejser Lothar III; de deraf flydende undersøgelser resulterede blandt andet i det berømte skrift De origine iuris Germanici Liber unus (1643), der efter Heinrich Brunners autoritative dom giver et afrundet samlet billede af den tyske rets historie, hvis grundlinier er trukne med en så genial træfsikkerhed, at de den dag i dag må anerkendes som rigtige. Conring så med sine egne, friske øjne, var ikke som juristerne af lauget hildet i overleverede romanistiske fordomme. 
Ikke mindst ved dette værk udbredtes Conrings ry over hele Europa. Han stod i brevveksling med sin samtids betydeligste mænd. Han blev den vismand, hvem fyrster og regeringer spurgte til råds i politisk-statsretlige sager. Axel Oxenstierna fandt behag både i bogen og forfatteren. I 1650 indbød dronning Kristina Conring til Stockholm, han blev udnævnt til livlæge og geheimeråd, men modstod fristelserne til at blive i svensk tjeneste. Også med Brandenburg og Colbert knyttede Conring forbindelser, fra 1664 oppebar han en årlig løn af Ludvig XIV; hans forhold til Frankrig, hvis politiske idealer han støttede, har pådraget ham skarpe bebrejdelser, særlig af hans biograf Otto Stobbe. Om han måske ikke i tykt og tyndt har sluttet sig til Hippolithus a Lapides antiøstrigske og antihabsburgske stridsskrift Dissertatio de ratione status in imperio Romano-Germanico, indtager han i hvert fald en reserveret holdning over for det Habsburgske hus og dets politik. 
Også Frederik III af Danmark ofrede på Conrings alter. I Kongeloven af 14. november 1665 har Conring ingen del, 1669 udnævntes han til lønnet råd, afgav sin frimodige Ohnmassgebliches Bedencken von stets-wæhrender Erhaltung der neuen Erb-Monarchie des hoechts-loeblichsten Koenigreichs Dennemarck, der dog ingen politisk betydning fik, forslag om fiskerier og kronens ret over havene, og beretning om englændernes ret til fiskeri auff der Norwegischen und Issländischen See. Griffenfeld tilegnede han sin Joannis Bodini Responsio ad paradoxa Malestretti de caritate rerum ejusque remediis (1671); Griffenfelds slægtning Gerhard Schroder omtaler i øvrigt ret uærbødigt Conring i breve til Griffenfeld. Conrings Opera blev samlede og udgivne af Johann Wilhelm Goebel (I-IV, Brunsvig 1730, med et repertorium), men udgaven er ikke fuldstændig. Mod Conrings karakter er der rettet stærke angreb, men hans betydning som videnskabelig foregangsmand 
har ingen benægtet. Han er Tysklands sidste polyhistor i stor stil, men hans mangeviden betød ikke overfladiskhed. Der var det ægte videnskabelige tømmer i Conring.